# Lithostege stepparia
Lithostege stepparia är en fjärilsart som beskrevs av Jean Baptiste Boisduval 1848. Lithostege stepparia ingår i släktet Lithostege och familjen mätare. Inga underarter finns listade i Catalogue of Life.